# Berta Kolokolțeva
Berta Kolokolțeva (n. 29 octombrie 1937, Kemerovo, RSFS Rusă, URSS) este o sportivă ce a reprezentat Rusia, medaliată olimpică. A participat la o ediție a Jocurilor Olimpice (1964) în care a câștigat o medalie de bronz.

## Participări
Lista de mai jos prezintă principalele competiții la care a participat Berta Kolokolțeva de-a lungul carierei.
- speed skating at the 1964 Winter Olympics – women's 1500 metres[*]